# Judy Rabinowitz
Pour les articles homonymes, voir Rabinowitz.
Judy Rabinowitz, née Endestad le 9 avril 1958 à Fairbanks (Alaska), est une ancienne fondeuse américaine.